# المنصورة (مركز)
مركز المنصورة، مركز إداري مصري. يقع في محافظة الدقهلية الواقعة في جمهورية مصر العربية. القاعدة الإدارية للمركز هي مدينة المنصورة.

## التاريخ

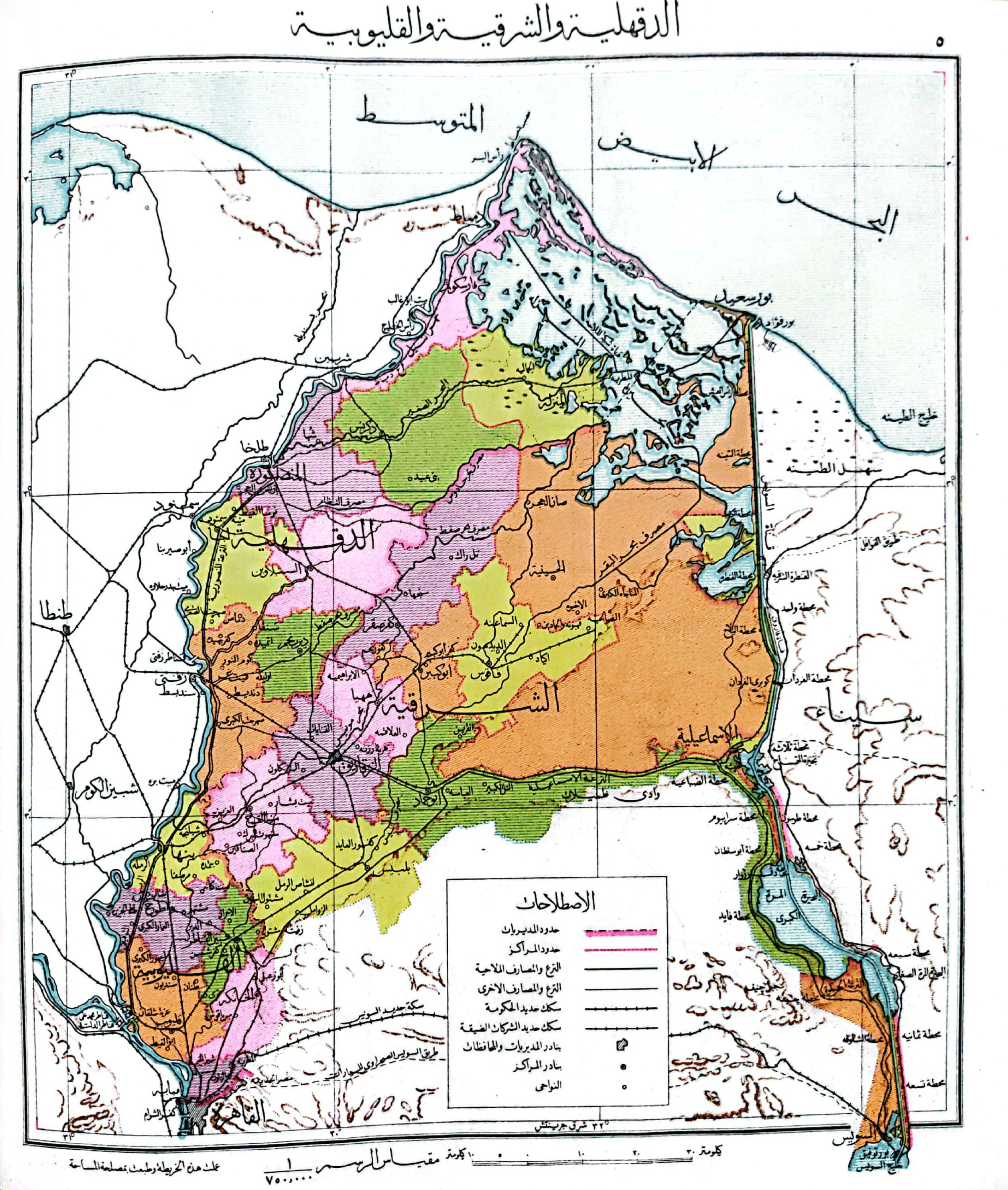
خريطة تظهر المركز في عام 1951

أنشئ باسم قسم المنصورة في عام 1826 وجعل في اختصاصه 60 بلدة من بلاد المديرية، ألغي المركز في سنة 1871 بسبب وجود ديوان المديرية بمدينة المنصورة وتوزعت بلاده إلى مركز دكرنس (البلاد الواقعة شمال المنصورة) ومركز منية سمنود (البلاد الواقعة جنوب المنصورة). لكن بسبب مصلحة الأعمال الإدارية والجمهور أعيد إنشاء المركز في سنة 1881 لكن في اختصاصه 69 بلدة من مركزي دكرنس ومنية سمنود، لكن أصبح عدد قرى المركز 64 قرية لاحقا، أما اليوم فيشتمل على 60 قرية فقط.

## الجغرافيا
يقع المركز في قلب محافظة الدقهلية بمحاذة النيل يحده من الشمال مركز شربين ومن الشرقي مركزي دكرنس وبني عبيد ومن الجنوب الشرقي مركزي تمي الأمديد والسنبلاوين ومن الجنوب مركز أجا ومن الغرب فرع دمياط الذي يفصل هذا المركز عن مركز طلخا.

## الاقتصاد
المركز معتمد على الزراعة بالأساس يليه قطاع تصنيع قوامه 118 مصنع سواء كان كبير أو صغير، أغلبهم في قطاع المواد الغذائية (طحن الغلال وحفظ وتعليب اللحوم ومنتجات الألبان) يليه قطاع الملابس ثم صناعة الزجاج والمعادن.

## السكان
بلغ عدد سكان المركز 662,485 نسمة في تقدير يوليو 2024 كلهم ريفيون، عدد الرجال منهم 337,523 والنساء 324,962 نسمة. كان عدد سكان المركز 620,328 نسمة في تعداد 2017، يشكلون 10% من إجمالي عدد سكان المحافظة.
| السنة | عدد السكان | السنة | عدد السكان |
| ----- | ---------- | ----- | ---------- |
| 1882  | 77,842     | 1976  | 269,124    |
| 1897  | 93,078     | 1986  | 340,425    |
| 1907  | 110,548    | 1996  | 423,669    |
| 1917  | 119,840    | 2006  | 455,361    |
| 1927  | 128,859    | 2017  | 620,328    |
| 1947  | 157,760    | 2024  | 662,485    |
| 1960  | 217,101    | —     | —          |